# ブラスラヴ
ブラスラヴ は、882年–896年ごろにかけて活躍、884年から896年にかけて低パンノニアの公（ドゥクス）を名乗っていた東フランク王国のスラヴ人貴族。東フランク王・皇帝アルヌルフに仕え、王国南東の守りを担った。フランク・モラヴィア戦争（882年-884年）やモラヴィア侵攻（891年-892年）に参加したが、896年にマジャル人に対抗するためアルヌルフから低パンノニアを任されたが、まもなくマジャル人はパンノニア全土を征服し、イタリアを脅かすようになった。これ以降、ブラスラヴは文献に現れなくなった。

## 経歴
882年から884年にかけて、東フランク王アルヌルフとモラヴィア王スヴァトプルク1世の間で激しい戦争が展開された際、最も被害を受けたのがパンノニア周辺のドナウ川流域だった。スヴァトプルク1世はこの地域で「大虐殺」を行い、「火と剣で多くを破壊した」と言われている。 
フランク王国年代記によれば、ブラスラヴはスラヴ人の貴族で熱烈なフランク王国の支持者であり、「低パンノニアの公」であった (Pannonia inferior cum duce Braslao ad officium rediit) という。彼はドラーヴァ川からサヴァ川までの領域（現在のスラヴォニア）を支配し、884年にトゥルンで東フランクとモラヴィアが和平を結んだ際にも名を連ねていた。
891年のある時期、『フルダ年代記』によると、アルヌルフがオストマルク辺境伯アルボ1世をモラヴィアに派遣し、和平の更新を求めた。まもなくアルボ1世は、彼はモラヴィア人と「友好関係を結び」、スヴァトプルクのもとから帰還中である旨の書簡を出している。しかしスヴァトプルクが誓約を破ったので、アルヌルフは891年にモラヴィア遠征の実施を決断した。彼はサヴァ川のスラヴ人公ブラスラヴと会見した後、フランケン、バイエルン、アレマンの兵を召集するとともに、マジャル人を味方につけた。後のオットー朝期の著述家たちは、このアルヌルフがマジャル人を雇い入れた行動が、後のマジャル人のカルパチア盆地征服とヨーロッパ侵攻を招いたとして非難している。ブラスラヴは、892年のアルヌルフの遠征に参加した。
894年にスヴァトプルクが死去すると、マジャル人はパンノニアを荒らし、次第にアルヌルフと敵対してフランク領のパンノニアをも脅かし始めた。マジャル人がパンノニア平原中のティサ川とドナウ川の間に挟まれた地域を占領したことで、両者の関係は完全に決裂した。895年もしくは896年、アルヌルフはブラスラヴに、モサプルツ（現ハンガリー、ザラヤール）とパンノニアを任せることにした。これにより、南東辺境の最前線の防衛体制を固めようとしたのである。しかしアルヌルフとブラスラヴはマジャル人を止めることができず。パンノニア全土がマジャル人の手に落ちた。898年、マジャル人の大軍勢がスラヴ人の土地を通って初めてイタリアに侵攻した際の記述を最後に、ブラスラヴの名は歴史上に現れなくなる。

## 後世への影響
907年にマジャル人の戦闘の地として記録されているブレザラウシュプルツという町の名は、ブラスラヴに由来している。この町はドイツ語でプレスブルクと呼ばれ、現在のスロバキアの首都ブラチスラヴァとなっている。
クロアチアの歴史学では、ブレスラヴはクロアートの公と呼ばれている。